# Labun

Herb Labun

Herb Labun - odmiana

Labun (Labuhn, Lebun) − polski herb szlachecki, używany przez rodzinę osiadłą na Kaszubach. Herb własny rodziny Labunów.

## Opis herbu
Herb znany przynajmniej w dwóch wariantach. Opisy z wykorzystaniem klasycznych zasad blazonowania.
Labun: Na tarczy dwudzielnej w skos złotej i błękitnej lilia w skos dzielona naprzemiennie. Klejnot: nad hełmem bez korony gałązka dębowa z trzema żołędziami na szczycie (1 i 2) oraz dwoma liśćmi poniżej. Labry błękitne, podbite złotem.
Labun: Inny klejnot - gałązka z pojedynczym żołędziem na szczycie i dwoma liśćmi bluszczu na długich splecionych łodyżkach po bokach.

## Najwcześniejsze wzmianki
Obie wersje herbu pojawiają się na mapie Pomorza Lubinusa z 1618 roku oraz w herbarzu Bagmihla (Pommersches Wappenbuch, 1855). Pierwsza wersja pojawia się dodatkowo w tzw. "Nowym Siebmacherze" (Ausgestorbener Preussischer Adel. Provinz Pommern, 1894), zaś druga wersja w tzw. "Starym Siebmacherze" (XVII wiek).

## Rodzina Labun
Rodzina drobnych panków kaszubskich. Jej nazwisko jest odmiejscowe, ale trudno powiedzieć od której z kilku wsi o podobnych nazwach zostało wzięte. Wynika to z faktu, że członków rodu nie odnotowano w żadnej z tych wsi. Przemysław Pragert twierdzi, że najprawdopodobniej Labunowie pochodzą z Łebienia koło Damnicy. Najwcześniej wzmiankowany członek rodu to zapisany w 1515 roku w Borzytuchomiu Peter Labuhn. W roku 1603 dział w Gostkówku miał Hans Labun. Możliwe, że z tej samej rodziny był wzmiankowany w 1523 roku Mathias Labune z Damna w ziemi słupskiej. Nie ma pewności, czy linie rodziny z ziemi bytowskiej i słupskiej są ze sobą spokrewnione. Rodzina wymarła w 1727 roku w osobie Anny Dorothei von Labuhn, ale już w XVII i XVIII wieku notowano też osoby tego nazwiska nienależące do szlachty. Nazwisko Labuhn, Labuń, Labun funkcjonuje w Polsce po dziś dzień, głównie na Pomorzu.

## Herbowni
Labun (Labbun, Labuhn, Labunn, Lebbin, Lebbun, Lebun, błędnie Labahn)